# 艾司妥单抗
艾司妥单抗（INN：Istiratumab；开发代号：MM-141）是一种用于治疗癌症的实验性单克隆抗体。它是一种针对IGF-1R和ErbB3的双特异性抗体。它由梅里马克制药开发，并被授予治疗胰腺癌的孤儿药地位。